# Pensament islàmic
El pensament islàmic primerenc es divideix en dos corrents: el primer és kalam, que tracta sobretot de qüestions teològiques, i l'altre és fàlsafa, que se centra en interpretacions de l'aristotelisme i el neoplatonisme. Hi hagué intents posteriors per part de filòsofs-teòlegs d'harmonitzar les dues tendències, en particular els d'Avicenna i Averrois, i d'altres no tan rellevants com els d'Ibn al-Hàytham (Alhazen), Al-Biruní, Ibn Tufayl i Ibn an-Nafís.
La fàlsafa és el conjunt de doctrines dels pensadors musulmans que s'originaren entre els segles ix i xii i que influïren en l'escolàstica medieval d'Europa.
La tradició àrab combina alguns pensaments del neoplatonisme i l'aristotelisme amb altres idees que hi foren incorporades per l'islam. Certs filòsofs de pes, com els perses al-Kindí, al-Farabí i Avicenna, així com l'andalusí Averrois, precisaren algunes interpretacions d'Aristòtil que després foren apropiades pels intel·lectuals jueus i cristians.
Els musulmans, com també ho feren en menor mesura els cristians i els jueus, contribuïren al folklore àrab i es distanciaren entre si d'acord amb els seus dogmes filosòfics més que per les seves doctrines religioses. Quan els àrabs envaïren la península Ibèrica, la literatura filosòfica àrab fou traduïda als idiomes hebreu i llatí, contribuint al desenvolupament de la filosofia europea contemporània.
Més o menys per les mateixes dates, a Egipte la tradició àrab fou cultivada per Ibn Khaldun i Maimònides.

## Mutazilisme i aixarisme
La traducció de les obres filosòfiques gregues a l'àrab als segle VIII i ix va contribuir a l'aparició de la primera escola important de teologia islàmica, el mutazilisme, que subratllava la raó i la lògica rigorosa. La qüestió de la importància de les bones obres persistia i els mutazilites mantenien que una persona que cometés un pecat greu sense penedir-se'n no era un musulmà, però tampoc era un no musulmà, sinó que ocupava un terreny intermedi. No obstant això, van posar l'èmfasi en l'absoluta unicitat i justícia de Déu. Afirmaven que Déu era pura essència sense atributs, ja que els atributs implicarien multiplicitat. A més, també sostenien que la justícia divina requereix el lliure albir, ja que si l'individu no fos lliure per a escollir entre el bé i el mal, premi i càstig serien absurds. Déu, sent perfecte i just, no pot abstenir-se de recompensar el bé i castigar el mal.
Els mutazilites creien que la raó humana serveix per a distingir entre el bé i el mal. Llur teologia va ser establerta com a credo oficial pel califa Al-Mamun, però cap al segle x es va produir una reacció, encapçalada pel filòsof Abu-l-Hàssan al-Aixarí i els seus seguidors, els aixarites; aquests negaven el lliure albir, considerant el concepte incompatible amb el poder absolut i la voluntat de Déu. Rebutjaven, així mateix, que la raó natural humana pogués conduir al coneixement del bé i del mal, ja que les veritats morals són establertes per Déu i només es poden conèixer amb la revelació divina. Els conceptes d'Al-Aixarí i la seva escola es van anar imposant amb lentitud entre els sunnites o ortodoxos, i continuen predominant entre els musulmans. Tanmateix, la tendència dels sunnites ha estat tolerar i acomodar petites diferències d'opinió i subratllar el consens de la comunitat en matèria de doctrina.